# Davidius moiwanus
Davidius moiwanus – gatunek ważki z rodziny gadziogłówkowatych (Gomphidae). Występuje w Japonii.